# Býšť
Býšť (v místním nářečí Bejšť, německy Bejscht) je obec v okrese Pardubice, asi 12 km severovýchodně od krajského města Pardubice. Obec má čtyři místní části: Býšť, Bělečko, Hoděšovice a Hrachoviště. Žije zde přibližně 1 700 obyvatel. Obec je mezi kostelem a hostincem přetnuta silnicí č. 35, která od odpočívadla Koliba drží směr přímo na věž kostela na Novém Hradci Králové.

## Historie
První písemné zmínky o obci jsou z let 1360–1371. V rozmezí let 1360–1371 Býšť spravoval vladycký rod z Černic. Býšť dále vlastnil i Jan ze Šternberka nebo Arnošt, Chval, Mikuláš a Kryštof z Leskovce. Bratři z Leskovce roku 1508 prodali obec tehdejšímu majiteli pardubického panství Vilémovi z Pernštejna.

#### Škola
První škola v Býšti byla založena před rokem 1780. Sídlila v budově čp. 71. Právě v této škole v letech 1797-1800 učil Dominik Škroup, otec Františka Škroupa, který složil hudbu ke skladbě, jež se později stala českou státní hymnou. V roce 1800, tedy po odchodu Dominika Škroupa, byla budova školy zrekonstruována. V roce 1822 došlo k požáru. V roce 1824 se postavila nová zděná budova školy. V roce 1904 se přestavěla škola na jednopatrovou. V roce 1951 a v roce 1984 proběhly přístavby k základní škole obce. V roce 1995 proběhla plynofikace školní kuchyně. Plynofikace zbývajících objektů školy byla před nedávnem zahájena.

## Pamětihodnosti

### Kostel sv. Jiří
Informace o římskokatolickém chrámu sv. Jiří v Býšti se nalézají již v prvních zmínkách o této obci. Fara byla později zrušena. Roku 1796 byl dříve dřevěný kostel nahrazen novou stavbou, se kterou byla současně postavena i škola a fara. V roce 1807 byla znovu obnovena farnost jak pro Býšť, tak i pro již zmiňované místní části, Rokytno a osadu Drahoš. Kostel společně s farou i školou roku 1822 vyhořely. Již v roce 1823 se všechny tři budovy zrekonstruovaly do dnešní podoby v barokním slohu. V roce 1974 proběhly obnovy vnějších prostorů a vybavení chrámu, které doprovázela i nutná oprava fasády. V obci dříve bývala i synagoga pro židovské obyvatelstvo.

### Další stavby
- Vodní mlýn č.p. 54

## Významní rodáci
- hudební skladatel Eduard Nápravník
- zdejší učitel Dominik Škroup, otec Františka Škroupa